# Nikolái Strájov
Nikolái Nikoláievich Strájov (Bélgorod, 16 de octubrejul./ 28 de octubre de 1828greg. - San Petersburgo, 24 de enerojul./ 5 de febrero de 1896greg.) fue un filósofo, crítico literario  y ensayista ruso. Se lo ha considerado un ferviente defensor de los ideales del Póchvennichestvo, un movimiento cultural y político defensor de la tradición y cultura rusas.
En su pensamiento filosófico tuvo una formación hegeliana y en su faceta de crítico literario destacaron sus publicaciones sobre los trabajos de Iván Turguénev y León Tolstói. Se carteó con frecuencia con Tolstói y Dostoyevski, de quienes se considera que fue una especie de nexo. De Dostoyevski escribiría una biografía póstuma a petición de la mujer del novelista, Anna Grigórievna, y se considera que fue uno de sus «amigos intelectuales más íntimos», aunque Sofía Behrs, la mujer de Tolstói, reveló que Strájov manifestó opiniones bastante negativas de la persona de Dostoyevski después de la muerte de este. Strájov escribió, entre otras, para las revistas Vremya y Epoja.